# 히이자키촌
히이자키촌(比井崎村)은 와카야마현 히다카군에 설치되었던 촌이다. 현재의 히다카정에 해당한다.

## 역사
- 1889년 4월 1일 - 정촌제 시행에 의해 7촌의 구역을 가지고 성립하였다.
- 1954년 10월 1일 - 시가촌, 우치하라촌과 합병해 히다카정이 성립하여, 동일 히이자키촌은 폐지되었다.

## 참고문헌
- 角川日本地名大辞典 30 和歌山県